# サンウェイ・ラグーン
サンウェイ・ラグーン（英語・マレー語: Sunway Lagoon）は、マレーシアセランゴール州スバン・ジャヤにあるテーマパークである。

## 歴史
元は錫の採掘場であった。マハティール首相によって、1993年4月23日に正式開園された。2008年後半にはスクリーム・パークが新たに追加され、既存のテーマパークでは小さな改修が行われた。

## 構成
園内は6つのパークに分かれている。

### エクストリーム・パーク
乗り物および腕試しゲームを含む、いろいろなアクティビティーが用意されている。

### スクリーム・パーク
音声、視覚効果および生の俳優を用いて、双方向型「恐怖」体験を提供している。

### ワイルドライフ・パーク
鳥類、爬虫類および哺乳類から選び抜かれた、エキゾチックな小さくて親しみやすい動物との体験および教育が行える動物園である。

### ウォーター・パーク
アフリカをイメージしており、ブブゼラ型のウォータースライダーがある。

### アミューズメント・パーク
ジェットコースターや海賊船などのアトラクションがある。

### ニコロデオン・ロスト・ラグーン
アジアで初めてニコロデオンをテーマにした遊園地。